# Moriòu
Moriòu Vielhavila (en francès Mourioux-Vieilleville) és una localitat i comuna de França, a la regió de la Nova Aquitània, departament de la Cruesa. La seva població al cens de 1999 era de 569 habitants. Està integrada a la Communauté de communes de Bénévent-Grand-Bourg.

## Demografia
| 1968 | 1975 | 1982 | 1990 | 1999 |
| ---- | ---- | ---- | ---- | ---- |
| 941  | 851  | 719  | 629  | 569  |

## Administració
| Període   | Identitat           | Partit |
| --------- | ------------------- | ------ |
| 1965-1989 | Lucien-Henri Thomas |        |
| 1989-2001 | André Bataille      |        |
| 2001-2008 | Martine Marquet     |        |
| 2001-     | Alain Delattre      |        |